# Clear Channel Outdoor
Clear Channel Outdoor är ett företag inom reklamdistribution, framför allt utomhusreklam. 

## Clear Channel i Sverige

### Historia
Den svenska verksamhet består av Sveriges äldsta affischbolag William & Co som grundades 1879. 1923 slogs det samman med Wennergrens Journalexpedition & Reklam och blev Wennergren & Williams, som i stort sett var ensam aktör och rikstäckande.

### Clear Channel Sverige idag
Clear Channels affärsidé är att tillhandahålla städer eller privata företag nyttigheter i utbyte mot att man får sälja reklam i utomhusmiljön. Clear Channel bygger och underhåller väderskydd, parkbänkar och papperskorgar, offentliga toaletter, lånecykelsystem, informationsskyltar, kundvagnsgarage och cykelpumpar - vilken i sin tur finansieras av reklamförsäljning. Clear Channel har hittills byggt ca 4 500 väderskydd över hela Sverige.

#### Citybikes
Clear Channel har byggt och driftar Sveriges största lånecykelsystem – City Bikes – i Stockholm med över 100 stationer i Stockholms stad. 2012 etablerades även ett cykelsystem i Lidingö stad och i Solna och sedan 2013 finns City Bikes även i Sundbyberg och Uppsala. Under 2016 ska ett lånecykelsystem - Malmö by bike - även etableras i Malmö.